# Allan Holdsworth
Allan Holdsworth (ur. 6 sierpnia 1946 w Bradford, Yorkshire, zm. 16 kwietnia 2017 w Vista, Kalifornia) – brytyjski muzyk jazzowy i rockowy, wirtuoz gitary. 

## Życiorys
Były członek zespołów 'Igginbottom, Nucleus, Level 42, Tempest, Gong, Soft Machine, The Tony Williams Lifetime oraz UK. Od 2008 roku wraz z perkusistami Terrym Bozzio i Patem Mastelotto oraz basistą Tonym Levinem współtworzył jazz-rockowy kwartet pod nazwą HoBoLeMa. Od 1976 roku prowadził także solową działalność artystyczną.
W środowisku muzycznym Holdsworth cieszył się znaczną estymą, jako inspirację wymieniali go m.in. Eddie Van Halen, Joe Satriani, Alex Lifeson, Yngwie Malmsteen, Richie Kotzen, Michael Angelo Batio oraz John Petrucci.

## Instrumentarium
- Kiesel Allan Holdsworth Signature Series HH1 Headless Guitar[14]
- Carvin Allan Holdsworth Signature Series HH2 Headless Guitar[14]
- Carvin Allan Holdsworth Signature Series H2 Guitar[14]
- Carvin Allan Holdsworth Signature Series HF2 Fatboy Guitar[14]
- Carvin Allan Holdsworth Signature Series HF2S Fatboy Synth Access Guitar[14]
- SynthAxe[15]

## Publikacje
- Reaching for the Uncommon Chord, 1987, Hal Leonard Corporation, ISBN 978-0-634-07002-0.
- Just for the Curious, 1994, Warner Bros, ISBN 978-0-7692-2015-4.
- Melody Chords for Guitar, 1997, Centerstream Publications, ISBN 978-1-57424-051-1.